# Bob Harris (futbolista)

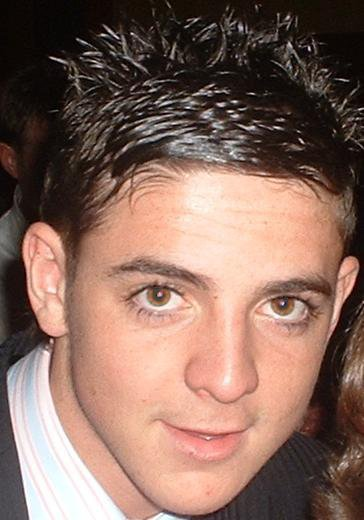
Retrato de Bob Harris en 2008

Robert Harris (nació el 28 de agosto de 1987) es un futbolista escocés que juega a nivel semiprofesional como lateral izquierdo .
Nacido en Glasgow, Harris comenzó su carrera senior en Clyde . En Queen of the South hizo más de 100 apariciones en el primer equipo, incluida la final de la Copa de Escocia de 2008, y anotó en la Copa de la UEFA . Luego se mudó a Inglaterra jugando para el Blackpool y cedido en el Rotherham United . Luego se unió a Sheffield United, participando en las semifinales de la Copa FA y la Copa de la Liga de Fútbol, así como en una semifinal de play-off divisional. Más tarde apareció en una pequeña cantidad de partidos para Fleetwood Town cedido, Bristol Rovers y Telford United .

## Carrera profesional

### Clyde
Criado en el barrio de Croftfoot de Glasgow, Harris comenzó su carrera juvenil con Clyde, pero se mudó a los Rangers (el equipo que apoyó cuando era niño) durante un año, antes de regresar a la configuración de Bully Wee .
Harris firmó un contrato profesional con Clyde a principios de la temporada 2004-05 e hizo su debut absoluto el último día de la campaña, jugando los noventa minutos completos en un empate 1-1 contra Ross County . Jugó más partidos la temporada siguiente, incluida la derrota de Clyde por 5-2 (después de la prórroga) ante el Rangers en la Copa de la Liga de Escocia, y ganó el penalti que le dio a Clyde la ventaja.
Harris se hizo con un puesto en el equipo en la segunda mitad de la temporada 2006-07, debido a la lesión de Neil McGregor .

### Queen of the South
Harris fichó por el club Queen of the South de Dumfries en julio de 2007 y anotó su primer gol en la categoría absoluta contra el Dunfermline Athletic en el empate 1-1 a mediados de marzo.
En la final de la Copa de Escocia de 2008, fue un tiro libre de Harris que Jim Thomson remató de cabeza para poner el marcador 2-2; Los Rangers se quedaron sin 3-2 ganadores. Marcó su primer gol en la temporada 2008-09 con un tiro libre al FC Nordsjælland en la segunda ronda de clasificación de la Copa de la UEFA . Esto lo convirtió en el único jugador de Queens en anotar en el partido de ida de una competencia de la UEFA .
Harris hizo su aparición número 100 con Queens el 22 de agosto de 2010 en la victoria de liga por 3-1 ante Cowdenbeath .
Harris dijo sobre su tiempo en Dumfries: "Tengo que decir que realmente disfruté esos cuatro años en Queen of the South. Fue un momento muy especial en la historia del club. Disfruté especialmente la final de la Copa de Escocia de 2008, luego jugar en la Copa de la UEFA en Dinamarca e incluso marcar en Copenhague fue una ventaja".

### Blackpool y Rotherham
Después de que expiró su contrato con Queen of the South, Harris tuvo una prueba con el Blackpool del campeonato inglés. Después de participar en los partidos de pretemporada de Blackpool, Harris firmó un contrato de dos años con la opción de doce meses más; arregló compartir un piso en la ciudad con el también jugador escocés Barry Ferguson . El debut competitivo de Harris con los Seasiders se produjo en la derrota de la Copa de la Liga ante el Sheffield Wednesday el 11 de agosto de 2011. Sin embargo, incapaz de reclamar un lugar regular en el primer equipo de Blackpool, Harris no hizo su debut en la liga de fútbol con los Seasiders hasta abril de 2012.
Harris se incorporó al Rotherham United en un contrato de préstamo de un mes en septiembre de 2012 y dijo que estaría dispuesto a extender el contrato. Sin embargo, Rotherham no pudo extender el trato ya que el club matriz Blackpool lo llamó después de jugar cinco juegos para los Millers .

### Sheffield United y Fleetwood Town
Blackpool prestó a Harris al Sheffield United de Nigel Clough, jugando en la tercera división de Inglaterra, en enero de 2014; El defensa de los Blades, Tony McMahon, viajó en la dirección opuesta en un acuerdo similar. Después de hacer su debut en el club el 26 de enero de 2014, en una eliminatoria de la Copa FA contra el Fulham, Harris firmó un contrato permanente con el Sheffield United, y McMahon acordó permanecer en el Blackpool de forma permanente con la opción de otro año. En el momento de la llegada de Harris, el United estaba en el puesto 19 de la liga, sin embargo, tuvieron una segunda mitad de la temporada mucho más exitosa. Llegaron a las semifinales de la Copa FA donde perdieron ante una remontada de Hull City, mientras que en la Liga Uno terminaron séptimos.
El contrato de Harris con el United se amplió el 16 de mayo de 2014. Marcó su primer gol con los Blades el 18 de octubre de 2014 contra Bradford City en la victoria por 2-0 en Valley Parade . Jugó en el partido de ida de la semifinal de la Copa de la Liga contra el Tottenham Hotspur en White Hart Lane . Los Spurs ganaron el partido 1-0 y pasaron 3-2 en el global después de un empate 2-2 en el partido de vuelta. Harris no jugó en el partido de vuelta. Un quinto puesto en la liga le valió una eliminatoria de semifinales contra Swindon Town ; Harris jugó en ambos partidos, que Sheffield United perdió por 7-6 en el global.
El 18 de febrero de 2016, Harris fichó cedido por el Fleetwood Town por el resto de la temporada.

### Bristol Rovers
Harris fichó por el Bristol Rovers el 2 de febrero de 2017 con un contrato a corto plazo. Hizo su debut en un empate 1-1 a domicilio ante Port Vale el 18 de febrero de 2017, que marcó con un gol en propia puerta para darle la ventaja a la oposición. Después de hacer solo unas pocas apariciones más para The Gas, a Harris no se le ofreció un contrato y se confirmó que dejaría el club al final de la temporada.

### Telford United
En noviembre de 2017, Harris se unió al AFC Telford United de la Liga Nacional Norte como tapadera del lateral izquierdo habitual del club, que estaba empatado en la copa. Hizo una aparición, en una derrota por 0-1 en la Copa FA en Hereford . En marzo de 2018 se reincorporó al club por segunda vez pero no se le ofreció un nuevo contrato al final de la temporada.

### FC United de Mánchester
En febrero de 2019 se incorporó al FC United of Manchester . Tras jugar solamente un partido, Harris deja el club en abril de 2019.

## Estadísticas del club
| Club                    | Season       | League                  | League | League | National Cup | National Cup | League Cup | League Cup | Other | Other | Total | Total |
| Club                    | Season       | Division                | Apps   | Goals  | Apps         | Goals        | Apps       | Goals      | Apps  | Goals | Apps  | Goals |
| ----------------------- | ------------ | ----------------------- | ------ | ------ | ------------ | ------------ | ---------- | ---------- | ----- | ----- | ----- | ----- |
| Clyde                   | 2004–05      | Scottish First Division | 1      | 0      | 0            | 0            | 0          | 0          | 0     | 0     | 1     | 0     |
| Clyde                   | 2005–06      | Scottish First Division | 20     | 0      | 0            | 0            | 1          | 0          | 1     | 0     | 22    | 0     |
| Clyde                   | 2006–07      | Scottish First Division | 20     | 0      | 1            | 0            | 1          | 0          | 0     | 0     | 22    | 0     |
| Clyde                   | Total        | Total                   | 41     | 0      | 1            | 0            | 2          | 0          | 1     | 0     | 45    | 0     |
| Queen of the South      | 2007–08      | Scottish First Division | 26     | 2      | 6            | 0            | 1          | 0          | 0     | 0     | 33    | 0     |
| Queen of the South      | 2008–09      | Scottish First Division | 21     | 2      | 1            | 1            | 1          | 0          | 0     | 0     | 23    | 3     |
| Queen of the South      | 2009–10      | Scottish First Division | 32     | 4      | 0            | 0            | 2          | 1          | 1     | 0     | 35    | 5     |
| Queen of the South      | 2010–11      | Scottish First Division | 31     | 2      | 1            | 0            | 2          | 1          | 0     | 0     | 34    | 3     |
| Queen of the South      | Total        | Total                   | 110    | 10     | 8            | 1            | 6          | 2          | 1     | 0     | 125   | 13    |
| Blackpool               | 2011–12      | Championship            | 5      | 0      | 4            | 0            | 1          | 0          | —     | —     | 10    | 0     |
| Blackpool               | 2012–13      | Championship            | 4      | 0      | 1            | 0            | 0          | 0          | —     | —     | 5     | 0     |
| Blackpool               | 2013–14      | Championship            | 4      | 0      | 0            | 0            | 0          | 0          | —     | —     | 4     | 0     |
| Blackpool               | Total        | Total                   | 13     | 0      | 5            | 0            | 1          | 0          | —     | —     | 19    | 0     |
| Rotherham United (loan) | 2012–13      | League Two              | 5      | 1      | 0            | 0            | 0          | 0          | —     | —     | 5     | 1     |
| Sheffield United (loan) | 2013–14      | League One              | 0      | 0      | 1            | 0            | 0          | 0          | —     | —     | 1     | 0     |
| Sheffield United        | 2013–14      | League One              | 11     | 0      | 4            | 0            | 0          | 0          | —     | —     | 15    | 0     |
| Sheffield United        | 2014–15      | League One              | 42     | 3      | 6            | 0            | 7          | 0          | 2     | 0     | 57    | 3     |
| Sheffield United        | 2015–16      | League One              | 5      | 0      | 2            | 0            | 0          | 0          | 0     | 0     | 7     | 0     |
| Sheffield United        | Total        | Total                   | 58     | 3      | 13           | 0            | 7          | 0          | 2     | 0     | 80    | 3     |
| Fleetwood Town (loan)   | 2015–16      | League One              | 1      | 0      | —            | —            | 0          | 0          | 0     | 0     | 1     | 0     |
| Bristol Rovers          | 2016–17      | League One              | 5      | 0      | 0            | 0            | 0          | 0          | 0     | 0     | 5     | 0     |
| Telford United          | 2017–18      | National League North   | 8      | 0      | 1            | 0            | —          | —          | 0     | 0     | 9     | 0     |
| FC United of Manchester | 2018–19      | National League North   | 1      | 0      | 0            | 0            | —          | —          | 0     | 0     | 1     | 0     |
| Career total            | Career total | Career total            | 242    | 14     | 28           | 1            | 16         | 2          | 4     | 0     | 290   | 17    |